# (17019) Aldo
(17019) Aldo est un astéroïde de la ceinture principale.

## Description
(17019) Aldo est un astéroïde de la ceinture principale. Il fut découvert le 23 février 1999 à Montelupo par Maura Tombelli et Giuseppe Forti. Il présente une orbite caractérisée par un demi-grand axe de 2,58 UA, une excentricité de 0,15 et une inclinaison de 15,0° par rapport à l'écliptique.

## Compléments